# Grzegorz Gwiazdowski
Grzegorz Gwiazdowski, nacido el 3 de noviembre de 1974 en Lubawa, es un ciclista polaco ya retirado. En sus cinco temporadas como profesional obtuvo tres victorias donde una pertenecía a la copa del mundo : el Campeonato de Zúrich, el cual ganó en solitario tras  250 km escapado. Después su carrera se vio afectada por unos problemas de rodilla que le obligaron a poner fin a su carrera deportiva a los 27 años en 2001. En la actualidad es director de una cadena de autoescuelas en Gdańsk.

## Palmarés
1997
- Gran Premio Cristal Energie

1998
- 1 etapa del Tour de l'Ain
- 2º en el Campeonato de Polonia en Ruta

1999
- Campeonato de Zúrich
- Tour de l'Ain

## Enlaces externos

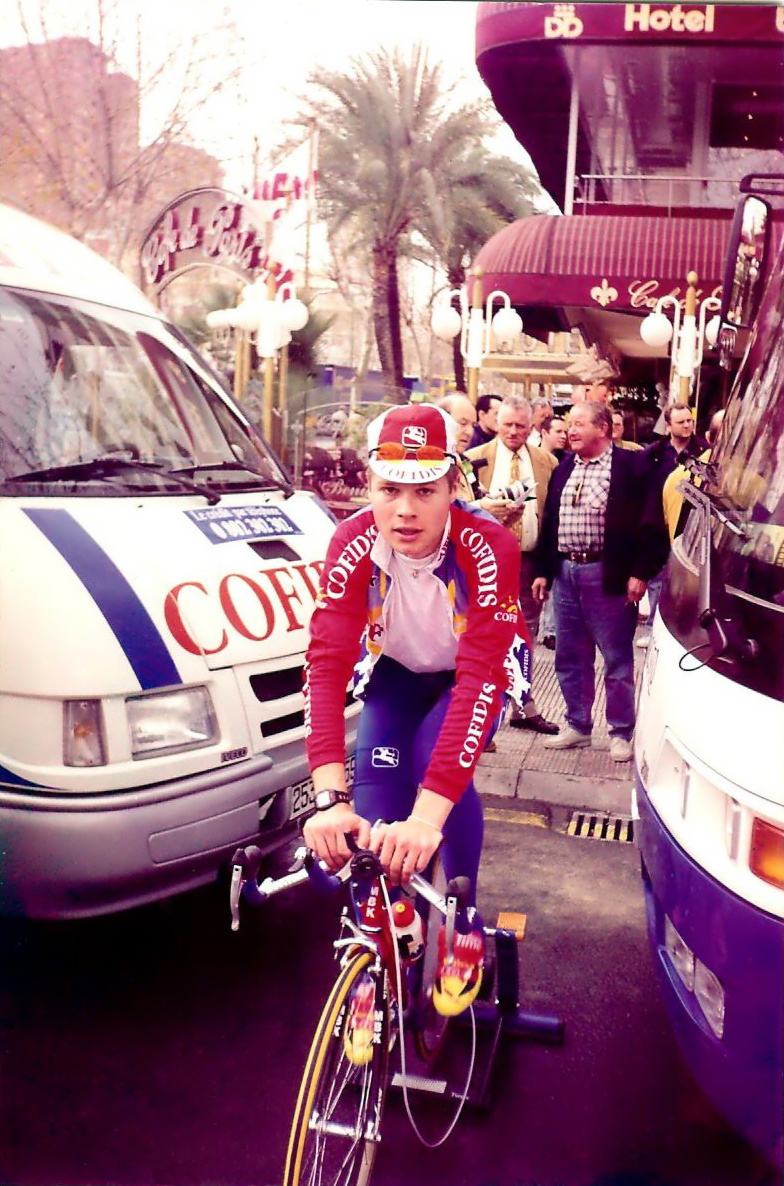